# Maurice Dodero
Maurice Dodero (Grenoble, 2 juin 1898 - Aix-les-Bains, 25 septembre 1959) est un alpiniste et photographe français, soucieux de la sécurité en montagne, mais aussi enseignant et ingénieur, chercheur spécialisé en électrochimie et électrométallurgie : il reçoit un prix pour sa thèse sur l'électrolyse en 1938,.
À partir de 1950, il est nommé vice-président de la Fédération française de la montagne et de l'escalade (FFME). Membre de la Société dauphinoise de secours en montagne, il fait partie en novembre 1950 des équipes de secours parties à la recherche de l'avion canadien écrasé dans le massif de l'Obiou.
Depuis 2008 le musée dauphinois de Grenoble compte parmi ses collections les autochromes sur support souple du fonds Maurice-Dodero, don de Jacques Flandrin, son neveu. Une exposition temporaire de novembre 2012 à septembre 2013 est dédiée au travail des photographes rassemblé par la famille Flandrin, celui de Dodero parmi d'autres.
Une rue porte son nom dans le quartier de la Villeneuve à Grenoble.